# Präsidentschafts- und Parlamentswahl in Chile 1989
Die Präsidentschafts- und Parlamentswahl in Chile 1989 fand am 14. Dezember statt.
Die Wahlen wurden als nächster Schritt zur Volksabstimmung von 1988 durchgeführt. Bei ihr wurden der Präsident der Republik und die Mitglieder des Nationalkongress (120 Mandate in der Abgeordnetenkammer und 38 Mandate im Senat) gewählt. Es war die erste Präsidentschaftswahl in der chilenischen Geschichte, bei der es eine Wahldebatte gab, bei der es sich um ein Fernsehduell zwischen den beiden Spitzenkandidaten handelte.

## Ergebnis

### Präsidentschaftswahl
| Kandidaten        | Kandidaten                          | Parteien              | Stimmen   | %    |
| ----------------- | ----------------------------------- | --------------------- | --------- | ---- |
|                   | Patricio Aylwin                     | Concertación          | 3.850.571 | 55,2 |
|                   | Hernán Büchi                        | Democracia y Progreso | 2.052.116 | 29,4 |
|                   | Francisco Javier Errázuriz Talavera | Parteilos             | 1.077.172 | 15,4 |
| Gesamt            | Gesamt                              | Gesamt                | 6.979.859 | 100  |
|                   |                                     |                       |           |      |
| Ungültige Stimmen | Ungültige Stimmen                   | Ungültige Stimmen     | 178.868   | 2,5  |
| Wähler            | Wähler                              | Wähler                | 7.158.727 | 94,7 |
| Wahlberechtigte   | Wahlberechtigte                     | Wahlberechtigte       | 7.557.537 |      |
|                   |                                     |                       |           |      |
| Quelle: SERVEL    |                                     |                       |           |      |

### Parlamentswahl

#### Abgeordnetenkammer
| Wahlbündnisse                          | Wahlbündnisse              | Listen                                 | Stimmen   | %    | Mandate |
| -------------------------------------- | -------------------------- | -------------------------------------- | --------- | ---- | ------- |
|                                        | Concertación               | Partido Demócrata Cristiano de Chile   | 1.766.347 | 26,0 | 38      |
| Partido por la Democracia              | Concertación               | 778.501                                | 11,5      | 16   |         |
| Partido Radical                        | Concertación               | 268.103                                | 3,9       | 5    |         |
| Partido Humanista de Chile             | Concertación               | 52.225                                 | 0,8       | 1    |         |
| Los Verdes                             | Concertación               | 14.942                                 | 0,2       | –    |         |
| Unabhängige                            | Concertación               | 619.595                                | 9,1       | 9    |         |
| ↳ Gesamt                               | Concertación               | 3.499.713                              | 51,5      | 69   |         |
|                                        | Democracia y Progreso      | Renovación Nacional                    | 1.242.432 | 18,3 | 29      |
| Unión Demócrata Independiente          | Democracia y Progreso      | 667.369                                | 9,8       | 11   |         |
| Unabhängige                            | Democracia y Progreso      | 413.780                                | 6,1       | 8    |         |
| ↳ Gesamt                               | Democracia y Progreso      | 2.323.581                              | 34,2      | 48   |         |
|                                        | Unidad para la Democracia  | Partido Amplio de Izquierda Socialista | 297.897   | 4,4  | 2       |
| Partido Radical Socialista Democrático | Unidad para la Democracia  | 1.330                                  | 0,0       | –    |         |
| Unabhängige                            | Unidad para la Democracia  | 61.374                                 | 0,9       | –    |         |
| ↳ Gesamt                               | Unidad para la Democracia  | 360.601                                | 5,3       | 2    |         |
|                                        | Liberal-Socialista Chileno | Partido Liberal                        | 47.237    | 0,7  | –       |
| Partido Socialista Chileno             | Liberal-Socialista Chileno | 10.398                                 | 0,2       | –    |         |
| Unabhängige                            | Liberal-Socialista Chileno | 148.503                                | 2,2       | –    |         |
| ↳ Gesamt                               | Liberal-Socialista Chileno | 206.138                                | 3,0       | –    |         |
|                                        | Alianza de Centro          | Avanzada Nacional                      | 57.574    | 0,8  | –       |
| Democracia Radical                     | Alianza de Centro          | 28.575                                 | 0,4       | –    |         |
| Unabhängige                            | Alianza de Centro          | 91.793                                 | 1,4       | –    |         |
| ↳ Gesamt                               | Alianza de Centro          | 177.942                                | 2,6       | –    |         |
|                                        | Partido Nacional           | Partido Nacional                       | 53.819    | 0,8  | –       |
|                                        | Partido del Sur            | Partido del Sur                        | 47.387    | 0,7  | –       |
|                                        | Unabhängige                | Unabhängige                            | 127.941   | 1,9  | 1       |
| Gesamt                                 | Gesamt                     | Gesamt                                 | 6.797.122 | 100  | 120     |
|                                        |                            |                                        |           |      |         |
| Ungültige Stimmen                      | Ungültige Stimmen          | Ungültige Stimmen                      | 361.524   | 5,1  |         |
| Wähler                                 | Wähler                     | Wähler                                 | 7.158.646 | 94,7 |         |
| Wahlberechtigte                        | Wahlberechtigte            | Wahlberechtigte                        | 7.556.613 |      |         |
|                                        |                            |                                        |           |      |         |
| Quelle: SERVEL                         |                            |                                        |           |      |         |

#### Senat
| Wahlbündnisse                 | Wahlbündnisse                          | Listen                                 | Stimmen   | %    | Mandate |
| ----------------------------- | -------------------------------------- | -------------------------------------- | --------- | ---- | ------- |
|                               | Concertación                           | Partido Demócrata Cristiano de Chile   | 2.188.329 | 32,2 | 13      |
| Partido por la Democracia     | Concertación                           | 820.393                                | 12,1      | 4    |         |
| Partido Radical               | Concertación                           | 147.364                                | 2,2       | 2    |         |
| Partido Humanista de Chile    | Concertación                           | 35.534                                 | 0,5       | –    |         |
| Unabhängige                   | Concertación                           | 523.369                                | 7,7       | 3    |         |
| ↳ Gesamt                      | Concertación                           | 3.714.989                              | 54,6      | 22   |         |
|                               | Democracia y Progreso                  | Renovación Nacional                    | 731.678   | 10,8 | 5       |
| Unión Demócrata Independiente | Democracia y Progreso                  | 347.445                                | 5,1       | 2    |         |
| Unabhängige                   | Democracia y Progreso                  | 1.290.886                              | 19,0      | 9    |         |
| ↳ Gesamt                      | Democracia y Progreso                  | 2.370.009                              | 34,9      | 16   |         |
|                               | Partido Amplio de Izquierda Socialista | Partido Amplio de Izquierda Socialista | 288.397   | 4,2  | –       |
|                               | Liberal-Socialista Chileno             | Partido Liberal                        | 10.129    | 0,1  | –       |
| Partido Socialista Chileno    | Liberal-Socialista Chileno             | 4.254                                  | 0,1       | –    |         |
| Unabhängige                   | Liberal-Socialista Chileno             | 199.618                                | 2,9       | –    |         |
| ↳ Gesamt                      | Liberal-Socialista Chileno             | 214.001                                | 3,1       | –    |         |
|                               | Alianza de Centro                      | Democracia Radical                     | 28.695    | 0,4  | –       |
| Avanzada Nacional             | Alianza de Centro                      | 697                                    | 0,0       | –    |         |
| Unabhängige                   | Alianza de Centro                      | 62.015                                 | 0,9       | –    |         |
| ↳ Gesamt                      | Alianza de Centro                      | 91.407                                 | 1,3       | –    |         |
|                               | Partido del Sur                        | Partido del Sur                        | 45.584    | 0,7  | –       |
|                               | Partido Nacional                       | Partido Nacional                       | 43.741    | 0,6  | –       |
|                               | Unabhängige                            | Unabhängige                            | 32.282    | 0,5  | –       |
| Gesamt                        | Gesamt                                 | Gesamt                                 | 6.800.410 | 100  | 38      |
|                               |                                        |                                        |           |      |         |
| Ungültige Stimmen             | Ungültige Stimmen                      | Ungültige Stimmen                      | 358.032   | 5,0  |         |
| Wähler                        | Wähler                                 | Wähler                                 | 7.158.442 | 94,7 |         |
| Wahlberechtigte               | Wahlberechtigte                        | Wahlberechtigte                        | 7.556.613 |      |         |
|                               |                                        |                                        |           |      |         |
| Quelle: SERVEL                |                                        |                                        |           |      |         |